# John Davis Chandler
John Davis Chandler (Hinton, 28 gennaio 1935 – Toluca Lake, 16 febbraio 2010) è stato un attore statunitense.

## Biografia
Nel 1961 esordì sul grande schermo interpretando il ruolo del gangster Vincent "Mad Dog" Coll nel film Gangster contro gangster. È apparso anche in tre film di Sam Peckinpah, Sfida nell'Alta Sierra (1962), Sierra Charriba (1965) e Pat Garrett e Billy Kid (1973). Dagli anni sessanta apparve sul piccolo schermo in una serie innumerevole di telefilm, fra i quali Walker Texas Ranger e Star Trek: Deep Space Nine.

## Filmografia parziale

### Cinema
- Gangster contro gangster (Mad Dog Coll), regia di Burt Balaban (1961)
- Il giardino della violenza (The Young Savages), regia di John Frankenheimer (1961)
- Sfida nell'Alta Sierra (Ride the High Country), regia di Sam Peckinpah (1962)
- I cacciatori del lago d'argento (Those Calloways), regia di Norman Tokar (1965)
- L'ultimo omicidio (Once A Thief), regia di Ralph Nelson (1965)
- Sierra Charriba (Major Dundee), regia di Sam Peckinpah (1965)
- Il ritorno del pistolero (Return of the Gunfighter), regia di James Neilson (1967)
- The Hooked Generation, regia di William Grefe (1968)
- Il grande giorno di Jim Flagg (The Good Guys and the Bad Guys), regia di Burt Kennedy (1969)
- Barquero, regia di Gordon Douglas (1970)
- Il solitario di Rio Grande (Shoot Out), regia di Henry Hathaway (1971)
- Pat Garrett e Billy Kid (Pat Garrett & Billy the Kid), regia di Sam Peckinpah (1973)
- Una medaglia per il più corrotto (The Take), regia di Robert Hartford-Davis (1974)
- Orgasmo bianco (The Ultimate Thrill), regia di Robert Butler (1974)
- Quella sporca ultima notte (Capone), regia di Steve Carver (1975)
- I giorni roventi del poliziotto Buford (Walking Tall Part 2), regia di Earl Bellamy (1975)
- Mako - Lo squalo della morte (Mako: The Jaws of Death), regia di William Grefe (1976)
- Il texano dagli occhi di ghiaccio (The Outlaw Josey Wales), regia di Clint Eastwood (1976)
- Chesty Anderson, USN, regia di Ed Forsyth (1976)
- The Little Dragons, regia di Curtis Hanson (1980)
- Shunka Wakan - Il trionfo di un uomo chiamato Cavallo (Triumphs of a Man Called Horse), regia di John Hough (1982)
- La spada a tre lame (The Sword and the Sorcerer), regia di Albert Pyun (1982)
- Tutto quella notte (Adventures in Babysitting), regia di Chris Columbus (1987)
- Trancers II, regia di Charles Band (1991)
- Cara mamma, mi sposo (Only the Lonely), regia di Chris Columbus (1991)
- Body of Evidence - Il corpo del reato (Body of Evidence), regia di Uli Edel (1993)
- Fantasmi III - Lord of the Dead (Phantasm III - Lord of the Dead), regia di Don Coscarelli (1995)

### Televisione
- The Dick Powell Show – serie TV, episodio 1x02 (1961)
- Corruptors (Target: The Corruptors) – serie TV, episodio 1x11 (1961)
- Il virginiano (The Virginian) – serie TV, episodio 1x05 (1962)
- I detectives (The Detectives) – serie TV, episodio 3x23 (1962)
- The Travels of Jaimie McPheeters – serie TV, episodi 1x02-1x22 (1963-1964)
- A Man Called Shenandoah – serie TV, episodio 1x02 (1965)
- Squadra speciale anticrimine (The Felony Squad) – serie TV, episodio 1x29 (1967)
- Ai confini dell'Arizona (The High Chaparral) – serie TV, episodio 1x09 (1967)
- Colombo (Columbo) – serie TV, episodio 3x05 (1974)
- Quincy (Quincy, M.E.) – serie TV, episodio 2x03 (1977)
- Cuore e batticuore (Hart to Hart) – serie TV, episodio 5x12 (1984)
- La signora in giallo (Murder, She Wrote) – serie TV, episodi 1x18-2x13 (1985-1986)
- Chicago Hope – serie TV, episodio 2x10 (1995)

## Doppiatori italiani
- Sergio Tedesco in Barquero
- Massimo Turci in Il solitario di Rio Grande
- Cesare Barbetti ne Il giardino della violenza
- Oreste Lionello ne L'ultimo omicidio